# Juhani Pallasmaa

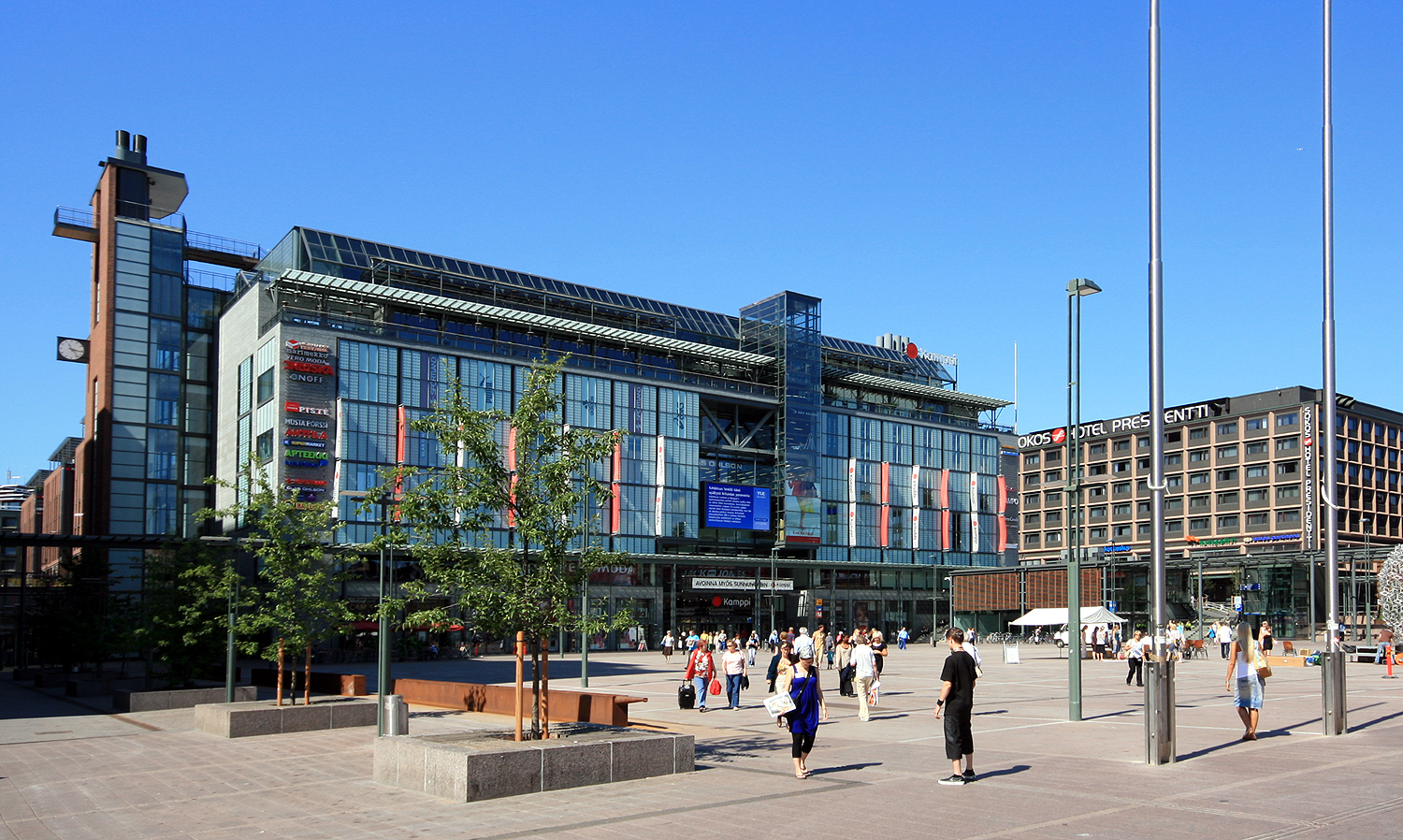
Kampen Helsingfors

Juhani Uolevi Pallasmaa, född 14 september 1936 i Tavastehus, är en finländsk arkitekt, professor och skribent. Han räknas till Finlands främsta arkitekturteoretiker.

## Utbildning och verksamhet
Pallasmaa tog masterexamen i arkitektur vid Tekniska högskolan i Helsingfors 1966. Han var rektor på Konstindustriella läroverket i Helsingfors 1970–72. Verkade som docent på Haile Selassie I-universitetet i Addis Abeba 1972–74. Chef för Finlands arkitekturmuseum 1978–83. Professor i arkitektur på Tekniska Högskolan i Helsingfors. Från 1963 har Pallasmaa, utöver sin undervisning och forskning, ägnat sig åt en rad arkitekturprojekt, produkt- och grafisk design samt stadsplanering. Han har författat ett flertal böcker som berör fenomenologiska studier kring arkitektur och hur vi uppfattar arkitektur med våra sinnen.

## Utmärkelser
- Kommendörstecknet av Finlands Vita Ros’ orden[4]

[Redigera Wikidata]